# Bangun Mulyo
Bangun Mulyo is een bestuurslaag in het regentschap Mesuji van de provincie Lampung, Indonesië. Bangun Mulyo telt 1789 inwoners (volkstelling 2010).